# Atsuko Nishida
Pour les articles homonymes, voir Nishida.
Atsuko Nishida (にしだ あつこ, Nishida Atsuko) est une graphiste japonaise qui a travaillé à Game Freak et TOYBOX Inc.
Elle a travaillé sur le design de nombreuses créatures pour la franchise Pokémon, dont l'espèce de Pokémon la plus connue, la mascotte de la franchise Pikachu.

## Carrière
Nishida travaillait chez Game Freak sur le jeu Pulseman avec le directeur artistique de Pokémon, Ken Sugimori avant d'être recrutée dans l'équipe de Pokémon Rouge et Vert.
Ken Sugimori s'occupait du design de la majorité des Pokémon, mais il travaillait surtout sur des pokémon monstrueux. Il a invité Nishida afin qu'elle propose des pokémon mignons[réf. souhaitée].
Cela a conduit à la conception de Pikachu, qui était à l'origine basé sur un daifuku, une friandise japonaise,. Nishida a changé le design plus tard, en se basant sur un écureuil. Les écureuils étaient également son inspiration pour les joues électriques de Pikachu. Pikachu a ensuite été transformé en souris par Satoshi Tajiri, l'un des créateurs de Pokémon. La conception originale comprenait l'évolution Raichu, ainsi qu'une troisième évolution, qui a ensuite été abandonnée.
Nishida est aussi créditée au design de Bulbizarre, Carapuce et Salamèche. Elle a en outre conçu certaines des évolutions d'Evoli, y compris Givrali et Phyllali. Elle a aussi aidé à concevoir Xerneas et Yveltal, les deux Pokémon légendaires qui apparaissent sur les couvertures des jeux Pokémon X et Y.
Elle est également l'artiste d'un grand nombre de cartes du jeu de cartes à collectionner Pokémon y compris la carte Pikachu Illustrator, qui a été vendue 150 000 livres en 2019,, qui lui a valu le record du monde Guinness de la carte Pokémon vendue la plus chère (aux enchères).
Nishida a également travaillé pour le studio de développement de jeux japonais TOYBOX Inc. sur Hometown Story, un jeu Nintendo 3DS.